# North Northamptonshire
Le North Northamptonshire (littéralement, le « Northamptonshire-du-Nord » ou le « Northamptonshire-Septentrional ») est l'une des deux territoires relevant d’une autorité locale unique du comté cérémoniel du Northamptonshire, en Angleterre.

## Histoire
Le 1er avril 2021, le conseil de comté du Northamptonshire est aboli à la suite de graves problèmes financiers. Les anciens boroughs et districts du comté sont remplacés par deux autorités unitaires. Le North Northamptonshire est ainsi issu de la fusion des anciens districts de Corby, East Northamptonshire, Kettering et Wellingborough.

## Localités
- Achurch, Aldwincle, Apethorpe, Ashley, Ashton
- Barnwell, Barton Seagrave, Benefield, Blatherwycke, Bozeat, Brampton Ash, Braybrooke,  Brigstock, Broughton, Bulwick, Burton Latimer
- Chelveston cum Caldecott, Clopton, Corby, Collyweston, Cotterstock, Cottingham, Cranford, Cransley
- Deene, Deenethorpe, Denford, Desborough, Dingley, Duddington-with-Fineshade
- Earls Barton, East Carlton, Easton Maudit, Easton on the Hill, Ecton
- Finedon, Fotheringhay
- Geddington, Glapthorn, Grafton Underwood, Great Addington, Great Doddington, Great Harrowden, Grendon, Gretton,
- Hardwick, Hargrave, Harrington, Harringworth, Hemington, Higham Ferrers
- Irchester, Irthlingborough, Islip, Isham
- Kettering, Kings Cliffe
- Laxton, Lilford-cum-Wigsthorpe, Little Addington, Little Harrowden, Little Irchester, Loddington, Lowick, Luddington, Lutton
- Mawsley, Mears Ashby, Middleton
- Nassington, Newton and Little Oakley, Newton Bromswold
- Orlingbury, Orton, Oundle
- Pilton, Polebrook, Pytchley
- Raunds, Ringstead, Rockingham, Rothwell, Rushden, Rushton
- Shotley, Southwick, Stanion, Stanwick, Stoke Doyle, Stoke Albany, Strixton, Sudborough, Sutton Bassett, Sywell
- Tansor, Thorpe Malsor, Thorpe Waterville, Thrapston, Thurning, Titchmarsh, Twywell
- Wadenhoe, Wakerley, Warkton, Warmington, Weekley, Weldon, Wellingborough, Weston by Welland, Wilbarston, Wilby, Woodford, Woodnewton, Wollaston
- Yarwell